# اسب دیوانه (فیلم)
«اسب دیوانه» (انگلیسی: Crazy Horse) یک فیلم است به کارگردانی جان اروین (کارگردان) که در سال ۱۹۹۶ منتشر شد. از بازیگران آن می‌توان به ند بیتی، آوگوست شلنبرگ، وس استودی، و پیتر هورتون اشاره کرد.